# Westside, Gibraltar
Westside je najveći grad i de facto glavni grad Gibraltara. Nalazi se između zapadnih padina Gibraltarske stijene i istočne obale Gibraltarskog zaljeva. Godine 2012. bilo je naseljeno s 26 572 ljudi i sadržavalo je 78,15% stanovništva teritorija od 34 000 stanovnika.

## Podjela
Grad je podijeljen u šest velikih stambenih područja: Sjeverni okrug, Meliorativna područja, Pješčane jame, Južni okrug, Gradsko područje i Gornji grad. Na engleskom zovu se: North District, Reclamation Areas, Sandpits, South District, Town Area, and Upper Town.

## Demografija
| Stambeni prostor  | Stanovništvo 2012 | Stanovništvo 2001 |
| ----------------- | ----------------- | ----------------- |
| North District    | 4,267             | 4,116             |
| Reclamation Areas | 13,356            | 9,599             |
| Sandpits          | 2,053             | 2,207             |
| South District    | 5,681             | 4,257             |
| Town Area         | 3,264             | 3,588             |
| Upper Town        | 2,457             | 2,805             |